# La grande Caterina
La grande Caterina (The Rise of Catherine the Great o semplicemente Catherine the Great) è un film del 1934 diretto da Paul Czinner, sulla vita di Caterina II di Russia, basato sulla pièce teatrale The Czarina di Melchior Lengyel e Lajos Biró.
Sullo stesso tema, quell'anno fu realizzato anche il film L'imperatrice Caterina (The Scarlet Empress), diretto da Josef von Sternberg, con Marlene Dietrich nel ruolo da protagonista.

## Trama
Il granduca Pietro, nipote dell'imperatrice Elisabetta ed erede al trono, si trova nel suo casino di caccia insieme ai cortigiani che lo accompagnano, quando viene richiesto a corte. L'imperatrice lo vuole accanto a sé all'arrivo di Sofia Federica, la principessa tedesca che gli ha destinato per moglie. Pietro, però, che si sente manovrato, lascia la sala ed Elisabetta sviene per la rabbia. Quando giunge la giovane principessa, non trova nessuno ad attenderla. Uscita dal salone, si imbatte in un bell'ufficiale con il quale si mette a parlare, ignorando che quello è il suo promesso sposo. Pietro, affascinato dall'innocenza della fanciulla, accetta di sposarla provocando la felicità dell'imperatrice. Alla giovane sposa viene assegnato un nuovo nome, quello di Caterina.
Il giorno delle nozze, Pietro, a un'osservazione del valletto che gli fa notare come la principessa lo abbia conquistato con le sue arti femminili, reagisce malamente e non vuole passare la prima notte con la moglie. Caterina comincia a imparare il mestiere di regnante, aiutata soprattutto da Elisabetta. Una mattina, dopo aver passato in rassegna la guardia imperiale vestita da ufficiale, Caterina viene raggiunta dal marito, geloso, ma intrigato da quella moglie che continua a sorprenderlo. I due hanno un chiarimento e cominciano una breve, ma felice vita matrimoniale.
Pietro comincia presto a mostrare segni di instabilità mentale, mentre Caterina si dimostra sempre più una brava allieva, assolvendo coscienziosamente i suoi compiti di futura zarina. Quando Elisabetta muore, Pietro diventa zar e non nasconde la felicità per essersi finalmente liberato dall'ingombrante figura dell'imperatrice.
Ma Pietro presto si dimostra annoiato. Tratta male Caterina davanti agli ufficiali e poi si mostra in pubblico con l'amante a una cena ufficiale. A Caterina, che si presenta al pranzo, fa togliere la fascia che esibisce per cingere con quella l'amante, proclamandola "prima signora" dell'impero. A uno a uno, gli ufficiali presenti si alzano per ritirarsi. Lo zar ha un accesso di rabbia che fa fuggire tutta la tavolata: l'unica che resta è Caterina che lui minaccia. Lei ora decide di accettare i consigli di uno degli ufficiali che le aveva in precedenza suggerito di ribellarsi a Pietro. Pianifica con lui un colpo di Stato che deve mettere fuori gioco lo zar folle che sogna di ucciderla. Si presenta davanti ai soldati e tiene loro un discorso che promette vittoria e pace, un discorso che viene accolto con entusiasmo dalla truppa.
Pietro viene arrestato. Mentre il popolo acclama la nuova zarina, lui viene condotto via in carrozza. Giunge a corte la notizia della morte dello zar. Caterina, che aveva ordinato di risparmiarlo, ora deve affrontare il duro destino che la vuole imperatrice pagando il prezzo della morte del marito.

## Produzione
Il film fu prodotto dalla London Film Productions.

### Cast
- Elisabeth Bergner (1897-1986): Moglie del regista Paul Czinner, interpretò il ruolo della giovane Sofia Federica che, nel 1744, quando venne scelta come moglie del granduca Pietro, aveva solo quindici anni. L'attrice, all'epoca, aveva 37 anni ed era più anziana di Flora Robson che, a 32 anni, aveva il ruolo di Elisabetta, la zia di Pietro.
- Flora Robson (1902-1984): Interprete dell'imperatrice Elisabetta, avrebbe interpretato qualche anno dopo, nel 19137, un'altra celebre regina Elisabetta nel film Elisabetta d'inghilterra di William K. Howard.
- Dorothy Hale (1905-1938): Nel ruolo della contessa Olga, Dorothy Hale era famosa per la sua bellezza che l'aveva resa uno dei personaggi più noti dell'alta società. Si sarebbe uccisa qualche anno dopo, con uno spettacolare suicidio, gettandosi da un grattacielo di New York.

## Distribuzione
Distribuito dalla United Artists Corporation, uscì nelle sale nel 1934. In Germania, però, il film fu osteggiato e la "prima" a Berlino venne bloccata dalla proibizione delle autorità naziste, dovuta al fatto che la Bergner era ebrea.

### Riconoscimenti
Nel 1934 è stato indicato tra i migliori film stranieri dell'anno dal National Board of Review of Motion Pictures.

### Critica
Per il Dizionario Morandini si tratta di «un film tradizionale, convenzionale e piuttosto inamidato in costume, con un'interpretazione accademica, stucchevole ma non priva di vibrazioni della tedesca Elisabeth Bergner».